# رجل عامل (فلم)
رجل عامل (بالإنجليزية: A Working Man) هو فيلم إثارة وأكشن أمريكي لعام 2025، من إخراج ديفيد آير وتأليف ديفيد آير وسيلفستر ستالون. الفيلم مقتبس من رواية تجارة ليفون للكاتب تشاك ديكسون، التي صدرت عام 2014. يضم الفيلم مجموعة من النجوم، أبرزهم جيسون ستاثام، ديفيد هاربور، مايكل بينا، وجيسون فليمينغ.

## وصلات خارجية
- مقالات تستعمل روابط فنية بلا صلة مع ويكي بيانات